# 三色視覺
三色視覺是指眼睛能通過三种不同类型的视锥细胞看到事物的颜色。 具有三色视觉的生物被称为三色视者。人类和其他一些與人類物種上較為接近的哺乳动物（例如狹鼻小目、闊鼻小目物種）以及一些有袋類物種是三色视者。鱼类和鸟类是四色視覺者。